# Boogie 2nite (álbum)
Boogie 2nite es el álbum debut del dúo británico Booty Luv, publicado el 17 de septiembre de 2007 en el Reino Unido a través de la discográfica Hed Kandi. El álbum alcanzó el número 11 en la lista de álbumes del Reino Unido, y desde entonces ha vendido más de 70 000 copias, por la que recibió la certficación de plata otorgada por la British Phonographic Industry.
El álbum produjo cuatro exitosos sencillos (incluyendo dos top ten, dos entre los primeros veinte), cinco versiones de artistas relacionados con el R&B, soul y hip-hop, y siete pistas originales coescritas por las integrantes del dúo. Además, contiene un componente interactivo en el álbum que le lleva a un sitio web donde se puede introducir sus datos y, a continuación se puede ver los videos de los sencillos y un seis minutos del detrás de escenas sobre la grabación del video musical de «Don't Mess with My Man».
En el 5 de agosto de 2008, se lanzó en los Estados Unidos, el cual contiene los originales doce pistas, una remezcla exclusiva de «Shine» y los colores del arte de tapa fueron modificados por el azul y el verde.

## Lista de canciones
| Edición estándar |                           |                                                                                                 |                                  |          |  |
| N.º              | Título                    | Escritor(es)                                                                                    | Productor(es)                    | Duración |  |
| 1.               | «Boogie 2nite»            | John Smith, Charlene Keys, Nisan Stewart                                                        | Seamus Haji                      | 3:16     |  |
| 2.               | «Shine»                   | James Harris III, Terry Lewis, Bernard Edwards, Nile Rodgers                                    | T&F & Moltosugo                  | 3:25     |  |
| 3.               | «Don't Mess with My Man»  | Raphael Saadiq, Ali Shaheed Muhammad, Conesha Owens, Dawn Robinson                              | Lee Daggar, Marc Jackson Burrows | 2:55     |  |
| 4.               | «Some Kinda Rush»         | Nadia Shepherd, Cherise Roberts, Carl Ryden, Samantha Powell                                    | Carl Ryden                       | 3:31     |  |
| 5.               | «Dance Dance»             | Shepherd, Roberts, Ryden, Costandia Costi                                                       | Ryden                            | 3:07     |  |
| 6.               | «Be Without You»          | Mary J. Blige, Johnta Austin, Bryan-Michael Cox, Jason Perry                                    | Aaron McLelland                  | 3:40     |  |
| 7.               | «Who's That Girl»         | Shepherd, Roberts, Ryden, Powell                                                                | Ryden                            | 3:03     |  |
| 8.               | «Good Girl's Gone Bad»    | Diane Warren                                                                                    | McLelland                        | 2:34     |  |
| 9.               | «A Little Bit»            | Jade Ewen, Cherise Leachman, Kenisha Pratt, Frederik Tao Nordsø Schjoldan, Azi Jegbefume Shalit | Ben Macklin, Sarita Borge, Ryden | 3:12     |  |
| 10.              | «He's A Winner»           | Shepherd, Roberts, Ryden, Powell                                                                | Ryden                            | 3:15     |  |
| 11.              | «Something to Talk About» | Shepherd, Roberts, Ryden, Powell                                                                | Ryden                            | 3:23     |  |
| 12.              | «Where You Are»           | Rahsaan Patterson, Jamey Jaz                                                                    | Pete Craigie                     | 4:08     |  |

| Pistas adicionales en Europa y Estados Unidos |                                                                   |          |  |
| N.º                                           | Título                                                            | Duración |  |
| 13.                                           | «Boogie 2nite» (DB Boulevard Edit)                                | 2:33     |  |
| 14.                                           | «Shine» (M's Smooth '54 Edit)                                     | 3:28     |  |
| 15.                                           | «Don't Mess with My Man» (Ryden's Live Edit)                      | 2:58     |  |
| 16.                                           | «Some Kinda Rush» (Ryden's Live Edit)                             | 3:23     |  |
| 17.                                           | «Shine (The Passengerz Club Mix)» (Bonus track en Estados Unidos) | 6:04     |  |

### Versiones
- «Boogie 2nite» – versión de Tweet
- «Shine» – versión de Luther Vandross
- «Don't Mess with My Man» – versión de Lucy Pearl
- «Be Without You» – versión de Mary J. Blige
- «Where You Are» – versión de Rahsaan Patterson